# State Parks in Oregon
Der US-Bundesstaat Oregon unterhält 228 State Parks (Stand: November 2010). Die State Parks in Oregon werden vom Oregon Parks and Recreation Department verwaltet. Ziel der State Parks ist der Schutz und die Bewahrung von besonders schönen Naturgebieten und -landschaften, von kulturellen und historischen Stätten sowie von Erholungsgebieten zum Vergnügen und zur Bildung für jetzige und zukünftige Generationen. Heute gibt es in Oregon 228 State Parks mit einer Gesamtfläche von über 381 Quadratkilometern. 170 Parks sind für Besucher mit Sanitäranlagen, Parkplätzen und anderen Einrichtungen erschlossen. 

## Geschichte
Durch die zunehmende Motorisierung breiter Bevölkerungsschichten ab den 1920er Jahren nahm der Individualtourismus und damit die Nachfrage nach günstigen Campingplätzen mit Wasser- und anderen Versorgungseinrichtungen zu. 
1921 wurde die Oregon State Park Commission als Abteilung des Oregon Highway Department gegründet, um Campingplätze zur Ergänzung des Highway-Netzes zu erwerben und zu betreiben. 1922 wurde das Land für den ersten State Park, Sarah Helmick, dem Staat übergeben. 1929 wurde Samuel Boardman Superintendent der neuen Behörde. In seiner bis 1950 währenden Amtszeit wurden über 200 Quadratkilometer Land für die State Parks des Landes erworben. Er wird deshalb als Vater der State Parks Oregons bezeichnet. Unter den nun geschützten Flächen befanden sich auch große Urwaldgebiete. 1933, während der Weltwirtschaftskrise, begann die Arbeit der Works Progress Administration und des Civilian Conservation Corps. Dieses gewaltige Programm erschloss in Oregon 45 Parks mit Straßen, Wegen und Gebäuden. Nach dem Zweiten Weltkrieg führte der Wirtschaftsaufschwung zum Ausbau von 27 Campingplätzen in den State Parks. Durch das Bundesgesetz Land and Water Conservation Fund Act von 1964 wurde die Verwaltungs- und Planungshoheit der Parks geregelt. Das Oregon Beach Bill von 1967 übertrug dem Department die Verantwortung für die Pazifikküste. Ein erster, damals noch inoffizieller Förderverein gründete sich 1969 als Friends of the Tryron Creek State Park, seit 1985 gibt es auch offiziell Freiwilligenvereine zur Unterstützung der State Parks. Das Oregon Parks and Recreation Department wurde in seiner heutigen Form wurde 1989 geschaffen. Bis 1996 wurden die State Parks hauptsächlich durch Anteile an der Mineralölsteuer finanziert. Als die Regierung Oregons diese Steuer für andere Zwecke verwandte, drohte die Verwaltung der State Parks, die Oregon Parks und Recreation Commission mit der Schließung von 64 Parks. Ein Notprogramm des Parlaments verhinderte dies, und seit 1998 werden die State Parks durch die Erlöse einer Lotterie finanziert. Seitdem wurden zahlreiche Parkeinrichtungen renoviert und ausgebaut, und 2007 wurde mit dem Stub Stewart State Park der erste neue Park nach 30 Jahren eröffnet. 

## Organisation
Die State Parks in Oregon sind in neun Regionen unterteilt:
- North Coast (elf Parks)
- North Central Coast (20 Parks)
- South Central Coast (23 Parks)
- South Coast (23 Parks)
- Willamette Valley (24 Parks)
- Columbia River Gorge (20 Parks)
- Central (13 Parks)
- Southern (15 Parks) und
- Eastern (20 Parks)

Das Oregon Parks and Recreation Department hat über 200 Beschäftigte und wird von zahlreichen Freiwilligen unterstützt. Zwölf Parks haben inzwischen eigene Fördervereine.

## Alphabetische Auflistung

### A
- Agate Beach State Park
- Ainsworth State Park
- Alderwood State Park
- Alfred A. Loeb State Park
- Arcadia Beach State Park
- Arizona Beach State Park

### B
- Bald Peak State Park
- Bandon State Park
- Battle Mountain State Park
- Beachside State Park
- Benson State Park
- Beverly Beach State Park
- Bob Straub State Park
- Boiler Bay State Park
- Bolon Island State Park
- Bradley State Park
- Bridal Veil Falls State Park
- Bullards Beach State Park

### C
- Cape Arago State Park
- Cape Blanco State Park
- Cape Lookout State Park
- Cape Meares State Park
- Cape Sebastian State Park
- Carl G Washburne Memorial State Park
- Cascadia State Park
- Casey State Park
- Catherine Creek State Park
- Champoeg State Park
- Chandler State Park
- Cline Falls State Park
- Clyde Holiday State Park
- Collier Memorial State Park
- Coquille Myrtle Grove State Park
- Crown Point State Scenic Corridor

### D
- D River State Park
- Dabney State Park
- Darlington State Park
- Del Rey Beach State Park
- Deschutes River State Park
- Detroit Lake State Park
- Devil’s Lake State Park
- Devil's Punch Bowl State Park
- Dexter State Park
- Driftwood Beach State Park

### E
- Ecola State Park
- Elijah Bristow State Park
- Ellmaker State Park
- Emigrant Springs State Park
- Erratic Rock State Park

### F
- Face Rock State Park
- Fall Creek State Park
- Farewell Bend State Park
- Fogarty Creek State Park
- Fort Rock State Park
- Fort Rock Cave
- Fort Stevens State Park
- Fort Yamhill State Park
- Frenchglen Hotel State Heritage Site

### G
- Geisel Monument State Park
- George W Joseph State Park
- Golden and Silver Falls State Park
- Golden State Heritage Area
- Goose Lake State Park
- Governor Patterson State Park
- Guy W Talbot State Park

### H
- Harris Beach State Park
- Hat Rock State Park
- Heceta Head Lighthouse State Park
- Heritage Landing (Deschutes) State Park
- Hilgard Junction State Park
- Historic Columbia River Highway State Trail
- Hoffman Memorial State Park
- Holman State Park
- Hug Point State Park
- Humbug Mountain State Park

### I
- Illinois River Forks State Park

### J
- Jackson F. Kimball State Park
- Jessie M Honeyman State Park
- John B Yeon State Park
- Joseph H. Stewart State Park

### K
- Kam Wah Chung State Park
- Koberg Beach State Park

### L
- Lake Owyhee State Park
- LaPine State Park
- Lava River Caves
- Lewis and Clark State Park
- Lost Creek State
- Lowell State Park

### M
- Manhattan Beach State Park
- Mary S. Young State Park
- Maud Williamson State Park
- Mayer State Park
- McVay Rock State Park
- Memaloose State Park
- Milo McIver State Park
- Molalla River State Park
- Munson Creek State Park

### N
- Nehalem Bay State Park
- Neptune State Park
- North Santiam State

### O
- Ona Beach State Park
- Oswald West State Park
- Otter Crest State Park

### P
- Peter Skene Ogden State Park
- Pilot Butte State Park
- Pistol River State Park
- Port Orford Heads State Park
- Prineville Reservoir State Park

### R
- Red Bridge State Park
- Road's End State Park
- Rooster Rock State Park

### S
- Saddle Mountain State Park
- Samuel H Boardman State Park
- Sarah Helmick State Park
- Seal Rock State Park
- Shepperds Dell State Park
- Shore Acres State Park
- Silver Falls State Park
- Smelt Sands State Park
- Smith Rock State Park
- South Beach State Park
- Starvation Creek State Park
- State Capitol State Park
- Stonefield Beach State Park
- L.L. Stub Stewart State Park
- Succor Creek State Park
- Sunset Bay State Park
- Sunset Beach State Park

### T
- The Cove Palisades State Park
- Thompson's Mills State Park
- Tokatee Klootchman State Park
- Tolovana Beach State Park
- Tou Velle State Park
- Tryon Creek State Park
- Tub Springs State Park
- Tumalo State Park

### U
- Ukiah-Dale Forest State Park
- Umpqua Lighthouse State Park
- Unity Lake State Park

### V
- Valley of the Rogue State Park
- Viento State Park

### W
- W. B. Nelson State Park
- Wallowa Lake State Park
- Whale Watching Center
- White River Falls State Park
- Willamette Mission State Park
- Willamette Stone State Park
- William M. Tugman State Park
- Winchuck State Park
- Wolf Creek Inn State Park
- Wygant State Park

### Y
- Yachats Ocean Road State Park
- Yachats State Park
- Yaquina Bay State Park